# Xiria cholobaphes
Xiria cholobaphes är en tvåvingeart som beskrevs av Friedrich Georg Hendel 1914. Xiria cholobaphes ingår i släktet Xiria och familjen bredmunsflugor. Inga underarter finns listade i Catalogue of Life.